# Wynn Stewart
Winford Lindsey Stewart (7 juin 1934 - 17 juillet 1985), mieux connu sous le nom de Wynn Stewart, est un interprète américain de musique country. Il est l'un des ancêtres du son Bakersfield. Iil a été une source d'inspiration pour des musiciens tels que Buck Owens, Merle Haggard et Nick Lowe.